# Бєсков Костянтин Іванович
Костянти́н Іва́нович Бє́сков (18 листопада 1920, Москва — 6 травня 2006, Москва) — видатний радянський футболіст і футбольний тренер. Виступав за московське «Динамо», тренував «Динамо», «Спартак» і збірну СРСР.

## Біографія

### Сім'я
- Батько — Іван Григорович, робітник. Працював на різних московських заводах, у тому числі «Електропровід».
- Мати — Ганна Михайлівна.
- Дружина — Валерія Миколаївна (1928—2010). Весілля відбулося 17 лютого 1946 року, незабаром після повернення Бєскова з турне «Динамо» до Великої Британії. Закінчила акторський факультет ГІТІСу. Була актрисою театру ім. Єрмолової, знімалася в художніх фільмах («Повість про перше кохання», «Липневий дощ», «По тонкому льоду», «Секундомір»). Брала участь у концертах із самостійними номерами (одна або з партнерами) і як ведуча програми. Довгі роки виконувала обов'язки секретаря свого чоловіка, коли він працював тренером. Померла 8 березня 2010 року.
- Дочка — Любов Костянтинівна (нар. 1947) — викладач — перекладач англійської мови, дружина футболіста і тренера Володимира Федотова.

### Освіта
Закінчив Вищу школу тренерів, Державний Центральний інститут фізичної культури (ДЦОЛІФК, 1952). Навчався в аспірантурі ДЦОЛІФК (1952—1954).

### Дитинство і юність
Захопився футболом у 1926 році — після того, як дядько вперше повів його на футбольний матч. Спочатку грав з однолітками у дворі, влітку 1928 мати подарувала йому справжній футбольний м'яч. Почав грати у дворовій команді — «вулиця на вулицю».
З 1934 року грав у команді заводу імені Хрущова (завод № 205). Одночасно, в 1935—1936 роках виступав за команду Таганського дитячого парку, був її капітаном, коли в 1936 вона виграла першість Москви серед команд дитячих парків. Також грав у хокей з м'ячем.

### Професійний футболіст
У 1937—1938 роках грав у команді «Серп і молот». У 1938—1940 виступав за команду «Металург» у вищій лізі, нападник.
У 1940 призваний у прикордонні війська, служив у Молдавії, на початку 1941 зарахований у московське «Динамо». 1-й матч провів проти ЦДКА на позиції лівого нападника (до цього завжди грав у центрі) замість хворого Сергія Ільїна.
Під час Німецько-радянської війни служив у Москві, його військова частина несла патрульну службу в місті. Потім зарахований до ОМСБОП — Окрему мотострілецьку бригаду особливого призначення.
З 1944 знову брав участь у чемпіонатах СРСР у складі «Динамо» (Москва). У складі команди став переможцем першого післявоєнного чемпіонату (1945) і чемпіонату 1949, зайняв другі місця в 1948, 1950. У 1950 став центрфорвардом номер один у списку 33 найкращих футболістів сезону.
Відзначився під час знаменитого турне «Динамо» у Великій Британії (листопад 1945), у чотирьох матчах забив 5 м'ячів, зробив 4 гольові передачі. У 1947 брав участь у турне по Скандинавії (Швеція—Норвегія). У трьох матчах забив 4 м'ячі.
У 1952 брав участь (з незалікованою травмою) в Олімпійських іграх в Гельсінкі. Як стверджував сам Бєсков, грати на Олімпіаді він був не повинен, але внаслідок обставин вийшов на поле, причому не на позицію напівсереднього, а на фланг. У знаменитому першому матчі зі збірною Югославії (що закінчився внічию — 5:5) тричі подавав кутові удари, після яких забивалися голи, в тому числі і вирішальний, що дозволив зрівняти рахунок. За поразку у повторному матчі від команди Югославії («Тітовця», з якими СРСР тоді перебував у політичному конфлікті) збірна була розігнана, а Бєсков позбавлений звання «Заслужений майстер спорту» (повернуто в 1953).
Закінчив виступати за «Динамо» у 1954 році. До того часу Бєсков закінчив інститут фізкультури, здав кандидатський мінімум, розраховуючи зайнятися науковою діяльністю і писати кандидатську дисертацію. Проте через низьку стипендію, вирішив повернутися у футбол, уже як тренер.

### Тренерська діяльність
В управлінні футболу Бєскову запропонували зайняти посаду другого тренера збірної СРСР, яку займав у 1954—1955.
У 1955—1956 — старший тренер «Торпедо» (Москва), при ньому в команду прийшов один із провідних згодом торпедівських гравців Валерій Воронін. Натомість, при Бєскові з команди були відраховані багато вікових гравців, що призвело до невдоволення покровителів і вболівальників «Торпедо».
У 1957—1960 — старший тренер футбольної школи молоді в Лужниках, тренував молодіжну збірну СРСР. У 1958 був відряджений як спостерігач на Чемпіонат світу у Швеції.
В кінці 1960—1962 — старший тренер ЦСКА, при ньому команда двічі займала четверті місця в чемпіонатах СРСР. Як і в «Торпедо», в ЦСКА Бєсков різко взявся за омолодження складу, чим знову накликав на себе невдоволення клубного керівництва.
У 1962—1963 — виконувач обов'язків головного редактора спортивних програм на Центральному телебаченні.
У 1963—1964 — старший тренер збірної СРСР. У відбірковій групі чемпіонату Європи збірна перемогла команди Італії (2:0 «вдома» і 1:1 «в гостях») і Швеції (3:1 вдома і 1:1 у гостях) і вийшла в півфінал, де виграла (3:0) у команди Данії. У фінальному матчі збірна СРСР у рівній боротьбі поступилася в Мадриді з рахунком 1:2 команді Іспанії. На вимогу М. С. Хрущова за поразку від «франкістів» Бєсков був звільнений з посади, попри те, що радянська збірна добилася одного з найбільших успіхів у своїй історії.
У 1964—1965 — старший тренер команди «Зоря» (Луганськ) (команду попросив очолити Андрій Старостін), що виступала у першій лізі. У 1965 році «підняв» цю команду з 21-го на третє місце в першій лізі, заклавши основу для її виходу в наступному сезоні у вищу лігу.
У 1966 недовго був старшим тренером команди «Локомотив» (вища ліга).
У 1967—1972 — тренував команду «Динамо» (Москва). У 1967 і 1970 команда посідала друге місце в чемпіонатах СРСР, в 1967 і 1970 виграла Кубок СРСР, в 1972 вийшла у фінал європейського Кубка володарів кубків.
На думку Бєскова, в 1970 році, в «золотому матчі», окремі гравці «Динамо» здали гру ЦСКА.
У 1972—1974 — тренер, який курував динамівські команди РРФСР.
У 1974—1976 роках тренував олімпійську збірну СРСР на попередньому етапі, вивів її у фінальну частину Олімпійського турніру.
Після вильоту московського «Спартака» з вищої ліги, постало питання, хто може очолити команду і вивести її назад. Член Політбюро, 1-й секретар Московського міськкому КПРС Володимир Гришин зібрав тренерів, профспілкових керівників. Була запропонована кандидатура Бєскова, але він вперто не погоджувався. Кілька разів Бєскова викликали в міськком партії, після чого він зрозумів — чинити опір наполегливим проханням стає непристойно.
У кінці 1976 року став головним тренером команди «Спартак». Запросив до клубу Ріната Дасаєва з Астрахані, Георгія Ярцева з Костроми, Сергія Шавло з Риги, Юрія Гаврилова і Олександра Бубнова з московського «Динамо». У 1977 «Спартак» виграв першість країни в першій лізі, в 1978 посів п'яте місце у вищій лізі, а в 1979 став чемпіоном СРСР — безпрецедентний зліт. Команда дев'ять років поспіль незмінно перебувала серед призерів: двічі отримувала золоті (1979 і 1987), п'ять разів — срібні, двічі — бронзові медалі. За 11 років виступів у вищій лізі під керівництвом Бєскова вона здобула 186 перемог.
У 1979 році був старшим тренером збірної Москви, яка зайняла перше місце на Спартакіаді народів СРСР (одночасно з роботою в «Спартаку»).
У 1979—1982, одночасно з роботою в «Спартаку» — старший, головний тренер збірної СРСР. На Олімпіаді-1980 вона отримала бронзові медалі, поступившись у півфіналі команді НДР. Потім збірна добилася права брати участь у чемпіонаті світу-1982 в Іспанії. На чемпіонат команда поїхала з одним головним (Бєсков) і двома старшими (Валерій Лобановський з «Динамо» (Київ) і Нодара Ахалкаці з  «Динамо» (Тбілісі)) тренерами. Як стверджував Бєсков, він сам запросив їх до збірної до чемпіонату світу, але з однією метою — щоб вони забезпечили своєчасний приїзд своїх гравців. Була попередня домовленість, що до Іспанії вони не поїдуть, але в результаті все вийшло навпаки, що стало безпрецедентною ситуацією в історії радянського футболу і не сприяло узгодженості дій керівництва команди (виникли угрупування в колективі).
Збірна зайняла в своїй підгрупі друге місце. Збірна виграла у збірної Нової Зеландії (3:0), зіграла внічию зі збірною Шотландії (2:2) і програла збірній Бразилії (1:2) в напруженому матчі, затьмареному суддівськими помилками — арбітр двічі не призначив пенальті у ворота бразильців, незважаючи на явні порушення з їхнього боку. У чвертьфіналі збірна виграла у команди Бельгії (1:0) і зіграла внічию з командою Польщі (0:0), після чого і вибула з подальшої боротьби через різницю забитих і пропущених м'ячів. Виступ збірної було розцінено як невдалий, і Бєсков був звільнений від займаної посади.
У 1988 команда зайняла четверте місце, і Бєсков був звільнений «у зв'язку із пенсійним віком». Причому принципове рішення про звільнення було прийнято, коли він перебував у відпустці. Відмовився подати заяву про звільнення за власним бажанням.
Після виходу із «Спартака» (1988) був заступником голови Федерації футболу СРСР.
У 1991—1992 роках тренував команду «Асмарал» (колишня «Червона Пресня», Москва). За два роки команда виграла зональний турнір у другій лізі першості СРСР і посіла сьоме місце у вищій лізі чемпіонату Росії.
У 1993—1995 роках знову тренував «Динамо» (Москва). При ньому команда виграла срібні медалі в чемпіонаті Росії 1994 (до цього вона 8 років не добиралася до другого місця) і перемогла в Кубку Росії 1995. На цьому його тренерська кар'єра завершилася.

## Пам'ять

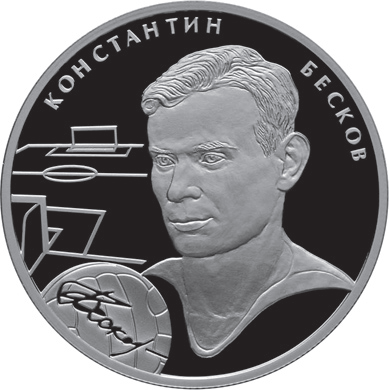
Монета Костянтин Бєсков

28 грудня 2009 року Центральний Банк Росії оголосив про випуск в обіг пам'ятної срібної монети номіналом 2 рублі з серії «Видатні спортсмени Росії» присвяченій Костянтину Бєскову. Монети випущені тиражем 3000 штук і виготовлені зі срібла 925 проби, вага чистого металу 15,5 грам (пів унції). Незважаючи на дату виходу на монетах проставлена дата 2010 рік. Крім Бескова були також випущені монети присвячені Едуарду Стрєльцову і Льву Яшину з тими ж характеристиками.

## Досягнення

### Як гравець
- Чемпіон СРСР (1945, 1949).
- Володар Кубка СРСР (1953).
- Заслужений майстер спорту (1948).
- Член клубу бомбардирів Григорія Федотова (126 голів).

### Як тренер
- Віце-чемпіон Європи: 1964
- Бронзовий олімпійський призер: 1980

#### У «Динамо»
- Володар Кубка СРСР (1967, 1970).
- Заслужений тренер СРСР (1968).
- Володар кубка Росії (1995).

#### У «Спартаку»
- Чемпіон СРСР (1979, 1987).